# Scuola di Mannheim
La scuola di Mannheim è una scuola sinfonica che nasce a Mannheim, città tedesca, nel 1740. Questa scuola è stata a lungo ritenuta come unica realtà musicale alla quale si deve lo sviluppo di un certo gusto sinfonico, che culmina nel tardo Settecento e nel periodo romantico. Compositore di riferimento di questa scuola è Johann Stamitz.
L'orchestra di questa scuola ottenne grande fama in tutta Europa e probabilmente non aveva eguali tra le coeve formazioni strumentali per bellezza delle proprie esecuzioni. Ne facevano parte dei virtuosi molto famosi. Tra questi vi erano anche musicisti francesi e italiani. Oltre ad essere famosa era anche composta da una grande compagine di strumentisti; alla sua nascita contava 48 esecutori, mentre nel 1778 (anno in cui si sciolse l'orchestra per trasferimento della corte palatina a Monaco di Baviera) arrivava fino a 90 esecutori. All'epoca orchestre così numerose si trovavano solo a Milano (dalle orchestre di circa 30 elementi, negli anni '20 del Settecento, alle orchestre di Giovanni Battista Sammartini che raggiunsero i 60 elementi attorno al 1750.
Musicisti di rilievo della scuola di Mannheim:
- Johann Stamitz (1717–1757),
- Alessandro Toeschi (1700-1758),
- Franz Xaver Richter (1709–1789),
- Christian Cannabich (1731–1798),
- Karl Joseph Toeschi (1731–1788),
- Ignaz Holzbauer (1711–1783),
- Anton Filtz (1733–1760),
- Carl Stamitz (1745–1801)